# Cacocum
Cacocum è un comune di Cuba, situato nella provincia di Holguín.